# AS Saint-Louisienne
Association Sportive Saint-Louisienne, auch bekannt als AS Saint-Louisienne oder ASSL, ist ein Fußballverein aus Saint-Louis auf Réunion, einer französischen Insel im Indischen Ozean. Aktuell spielt der Verein in der zweiten Liga.

## Geschichte
Der Verein wurde 1936 gegründet.

## Erfolge
- Réunionischer Meister: 1958, 1963, 1964, 1965, 1966, 1967, 1968, 1969, 1970, 1982, 1988, 1997, 1998, 2001, 2002, 2012.

- Réunionischer Pokalsieger: 1964, 1968, 1969, 1970, 1981, 1987, 1995, 1996, 1998, 1999, 2002, 2013, 2021

- Coupe D.O.M.: 1989, 1998, 1999, 2002

- Coupe D.O.M.–T.O.M.: 2000, 2003

## Stadion
Der Verein trägt seine Heimspiele im Stade Théophile Hoarau in Saint-Louis aus. Das Stadion hat ein Fassungsvermögen von 2500 Personen.

## Trainerchronik
| Trainer           | Nation     | von             | bis           |
| ----------------- | ---------- | --------------- | ------------- |
| Bernard Mahmoud   | Frankreich | 9. Februar 2014 | 30. Juni 2015 |
| Olivier Imanatche | Réunion    | Juni 2016       | Mai 2018      |
| Cédric Equerre    | Réunion    | Mai 2018        | Mai 2019      |
| Djamal Bendouma   | Réunion    | Mai 2019        | August 2019   |
| Patrick Tiouira   | Réunion    | August 2019     | Dezember 2019 |
| Pascal Buteau     | Réunion    | Januar 2021     | heute         |